# عربة ركاب

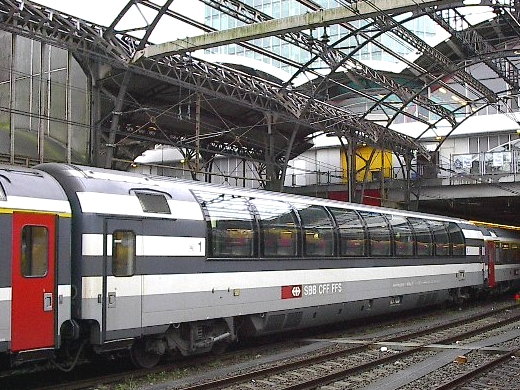
تتكون القطارات الحديثة من عدة عربات للركاب

عربة الركاب (أو عربة المسافرين ) في النقل بالسكك الحديدية هي عربة قطار مخصصة لنقل الركاب والمسافرين، بالتالي فهي تمثل جزءاً من المعدات المتحركة في السكك الحديدية.